# Soraya Haddad
Soraya Haddad, född den 30 september 1984 i El-Kseur, Algeriet, är en algerisk judoutövare som tävlar i klassen U52 kg.
År 2004 deltog hon i det första av tre olympiska mästerskap. Året därpå tog hon brons vid Världsmästerskapen i judo och 2007 slutade hon sjua vid världsmästerskapen i Rio de Janeiro. Hon tog OS-brons i damernas halv lättvikt i samband med de olympiska judotävlingarna 2008 i Peking. År 2012 tog hon förstaplatsen på Afrikanska mästerskapet. Samma år slutade hon på 17:e plats vid olympiska sommarspelen i London. Sedan 2015 är hon invald i IJF Hall of Fame. Senare började hon arbeta som coach på den ort hon växte upp på, El-Kseur.